# Musik von Tuvalu
Die Musik von Tuvalu, eines Inselstaates im westlichen Pazifischen Ozean, steht seit dem Ende des 19. Jahrhunderts unter dem Einfluss der samoanischen Musikstile und von Missionaren, die ab derselben Zeit den mehrstimmigen Gesang von Volks- und Kirchenliedern nach europäischen Vorbildern einführten. Die früheren einheimischen Gesänge sind seit der zweiten Hälfte des 20. Jahrhunderts praktisch in Vergessenheit geraten. Als traditionelle Musik gilt heute zumeist die Gesangsbegleitung des fatele-Tanzes, der an die Stelle der älteren Tänze fakanau und fakaseasea getreten ist. Neben Liedern mit christlichen Texten werden meist Loblieder für verdiente Persönlichkeiten vorgetragen.

## Geschichte

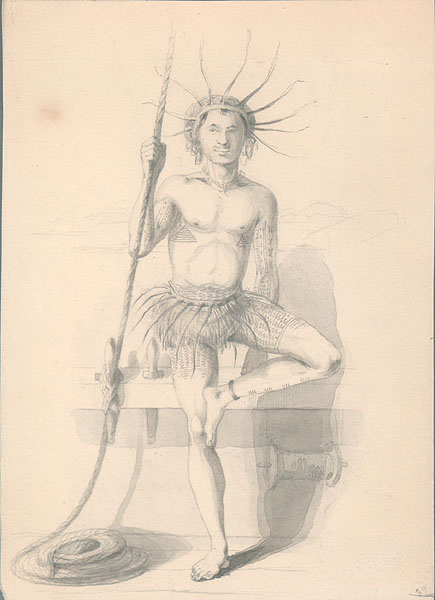
Mann aus Tuvalu. Zeichnung von Alfred Thomas Agate 1841, der von 1838 bis 1842 als Illustrator an der United States Exploring Expedition im Pazifik teilnahm

Die aus neun kleinen Atollen bestehende Inselgruppe hieß in der britischen Kolonialzeit bis zur Unabhängigkeit 1978 Ellice Islands. Sieben der neun Inseln besaßen wohl dieselbe musikalische Tradition der polynesischen Bevölkerung vor der europäischen Einflussnahme im 19. Jahrhundert. Ausnahmen sind die südlichste Insel Niulakita, die erst 1949 von Einwohnern der Insel Niutao besiedelt wurde, und Nui, eine von Mikronesiern der Gilbertinseln im 17. oder 18. Jahrhundert eroberte Insel, auf der heute eine polynesisch-mikronesische Mischbevölkerung lebt. Die tuvaluische Sprache wurde erstmals 1846 vom amerikanischen Philologen Horatio Hale erwähnt, der die Inselgruppe 1841 im Rahmen der United States Exploring Expedition besuchte. Tuvaluisch gehört zu den polynesischen Sprachen, deren Diversifikation vor etwa 2000 Jahren begann. Auf den Inseln werden mehrere Dialekte unterschieden. Die Inselgruppe ist vermutlich seit dem 16. Jahrhundert permanent besiedelt. Aus den weiter östlich gelegenen polynesischen Inseln Samoa und Tonga landeten wahrscheinlich von Passatwinden abgetriebene Fischer und bei Auseinandersetzungen um Land unterlegene und exilierte einfache Bevölkerungsgruppen, die nur wenig materielle Kultur mitbrachten. Das kollektive Gedächtnis reicht nicht so lange zurück. Wie die Musik vor Ankunft der Europäer Mitte des 19. Jahrhunderts aussah, kann nur vermutet werden.
In den 1860er Jahren begannen zunächst einzelne Missionare, das Christentum zu verbreiten. Auf Nukulaelae erzielte ab 1861 der erste, aus Manihiki stammende polynesische Missionar Erfolge. Ab 1869 missionierten zwei Prediger aus Samoa unter den damals 417 Bewohnern der Insel Niutao derart erfolgreich, dass sich 1872 bis auf 42 alle Insulaner zum Christentum bekannten. Im selben Jahr besuchten britische Missionare der London Missionary Society die Insel Nanumanga, auf der bereits seit zehn Monaten ein samoanischer Prediger tätig war, und fanden dagegen die traditionelle Kultur noch nahezu unverändert vor. Der Herrscher hatte seinen Untertanen verboten, Christen zu werden, und ließ zu diesem Thema ein Orakel befragen. Mit Musik und Tänzen wurden dabei die Götter beschworen, die schließlich verkündeten, dass sich fremde Götter und Missionare von dem geheiligten Land fernhalten sollten. Der australische Missionar William Wyatt Gill sah wenig später auf Niutao ein Haus, an dessen zentralem, das Dach tragenden Holzpfosten täglich ein Götterstandbild mit Opfergaben und Anrufungsgesängen verehrt wurde. Welcher Art die Gesänge waren beschreibt Gill nicht.
Es gab damals auf der Insel Funafuti bestimmte Gesänge (taanga) für den allabendlichen Kult vor dem Stein einer Familiengottheit, dem Geist Foilape. Taanga-Lieder wurden auch für den aliki, den von den Clanältesten bestimmten Inselführer, gesungen. Dem aliki brachten die Insulaner in einer Zeremonie Schildkrötenköpfe, während ein Chor vor ihm sang und einige Tänzer den teletele aufführten. Falls der Schildkrötenkopf von einem männlichen Tier stammte, tanzte beim Überreichen der Opfergabe ein Mann, war es ein weiblicher Kopf, tanzte eine Frau. Weitere Gesänge mit magischer Bedeutung waren die solistisch aufgeführten Lieder der Haus- und Bootsbauer und die Ruflieder der Fischer. Daneben gab es mit Geburt und Tod verbundene Lieder und solche, die nur der Unterhaltung dienten.
Die Tätigkeit der Missionare hatte eine einschneidende Wirkung auf die Kultur der Inseln. Ihr Ziel war, alle Ausdrucksformen, die mit alten Glaubensvorstellungen zusammenhingen und nicht ihrem puritanischen Weltbild entsprachen zu unterdrücken. An deren Stelle führten sie in der zweiten Hälfte des 19. Jahrhunderts europäische Tanzlieder, mehrstimmige christliche Choräle und den samoanischen pentatonischen Wechselgesang ein. Dieser Stil hatte um 1910 den alten rezitativischen Stil in den Hintergrund gedrängt und konkurrierte mit den rein europäischen Melodien. Den „alten Stil“ pflegten Anfang des 20. Jahrhunderts überwiegend nur noch alte Leute. 1870 wurden auf Niutao die ersten Kirchenlieder gesungen, ab 1928 sang dort ein Chor einstudierte mehrstimmige Lieder im samoanisch-europäischen Stil. Solche Lieder wurden außer in den Missionsschulen auch in den seit 1930 auf allen Inseln gegründeten Regierungsschulen eingeübt.
Im Jahr 1900 entdeckte ein Mitarbeiter der Pacific Islands Company aus Sydney auf der Insel Banaba Phosphatvorkommen, aus denen sich Düngemittel herstellen ließ. Banaba wurde zum hauptsächlichen Auswanderungsziel für die Einwohner von Tuvalu. 35 junge Männer aus Nanumea und Niutao ließen sich im ersten Jahr als Phosphatarbeiter rekrutieren. 1902 vereinnahmten die Briten die gesamte Inselwelt unter dem Protektorat Gilbert- und Elliceinseln, um sich die Abbaurechte der Company zu sichern. Der Phosphatabbau dauerte – unter besonders vor und während des Zweiten Weltkriegs harten Bedingungen – bis 1979. Durchschnittlich waren 200 Arbeiter aus Tuvalu beschäftigt. Als die Männer nach mehrjähriger Arbeit nach Tuvalu zurückkehrten, brachten sie die aktuellen, europäisch-amerikanischen Musikstile mit.
In der Mitte des 20. Jahrhunderts wurden die europäisch beeinflussten Unterhaltungstänze siva aus Samoa populär, außerdem die in ganz Polynesien verbreitete „Hawaii-Musik“ mit Gitarre und Ukulele. 1960 kannten nur noch wenige alte Menschen Reste einer voreuropäischen Tradition. Rundfunksender mit Schlagern aus Australien, Samoa, Fidschi und Hawaii sorgten für eine Internationalisierung des musikalischen Geschmacks.

## Musik- und Tanzstile

### Musikinstrumente
Die alte Musik von Tuvalu bestand aus verschiedenen Gesangsformen mit sparsamer rhythmischer Begleitung. Musikinstrumente gab es kaum, wie allgemein das westliche Polynesien traditionell ein an materieller Kultur armes Gebiet ist. Auf den Tuvalu-Inseln war geeignetes Holz für die Schnitzkunst immer knapp. Wegen der kargen Böden ist die Pflanzenwelt artenarm. Der auf anderen polynesischen Inseln vorkommende Papiermaulbeerbaum zur Herstellung von Baststoffen fehlt hier gänzlich. Schneckentrompeten (auf Niutao: pu) und Schlitztrommeln dienten früher überwiegend als Signalinstrumente, Bambusflöten oder Mundbögen waren unbekannt. Es dürfte lediglich die Schlitztrommel pate einstmals auch bei Tänzen und Festen verwendet worden sein, Ende des 19. Jahrhunderts wurden mit ihr die Gläubigen zur Kirche gerufen. Eine pate (auf Niutau und Funafuti) war 55 Zentimeter lang und etwas über zehn Zentimeter breit und hoch, sie wurde mit zwei etwa 30 Zentimeter langen Holzstäben (kauta) geschlagen. Auf Nanumanga maß eine nafa 126 Zentimeter in der Länge und 18 × 26 Zentimeter in der Breite und Höhe. Früher soll es wesentlich größere Schlitztrommeln als Signalinstrumente gegeben haben. Mit einem Kokospalmblattfächer (ili) in der rechten Hand haute jeder Sänger in die linke Handfläche und erzeugte so einen wenig genauen Rhythmus. Früher schlugen die Männer den Rhythmus auch mit den flachen Händen auf ihre Sitzmatten, ab den 1960er Jahren begannen sie, auf lautstärkere Holzkisten zu trommeln.

### Lieder
Die unterhaltenden traditionellen Liedtexte handeln vom Fischfang und der Subsistenzlandwirtschaft, die beide heute noch eine große wirtschaftliche Rolle spielen. Besungen werden große Fischschwärme, Aussaat und Ernte, Vogeljagd, die meist von Frauen gefangenen oder aus ihren Löchern ausgegrabenen Landkrebse (paikea), frühere Hungersnöte, mythische Figuren, Mattenflechten, sonstige Begebenheiten des Alltags und Preislieder auf verdienstvolle Männer. Lieder über den Tod sind bei einer diesseitigen Grundhaltung kaum vertreten. Die Melodien und Texte wurden überwiegend von Männern neben ihrer alltäglichen Arbeit komponiert. Sie genossen dafür in der Gemeinschaft ein besonders hohes Ansehen. Die meisten der von Gerd Koch 1960/61 aufgezeichneten Lieder stammen von Männern, die kurz vor oder nach 1900 geboren wurden.
Die Lieder lassen sich in die Gruppe der Tanzlieder und in Spiellieder (Niutao, Nukufetau: mako tafao), die von Männern, Frauen und Kindern zu Abzähl- oder Fangspielen gesungen werden, kategorisieren. In Rufliedern (Niutao: tangi, Nukufetau: fakalangilangi) versuchen Fischer, Fische anzulocken und nachts gegen ihre Müdigkeit anzusingen, früher riefen sie die Meeresgottheiten an. Die früheren Arbeitslieder sind praktisch verschwunden; um 1960 konnte noch ein Arbeitslied aufgezeichnet werden, das beim Drehen der Kokosfaserschnur gesungen wurde. In Preisliedern (Niutao, Nanumanga: viki, viiki; Nukufetau: taungafatu) werden angesehene Männer, die sich um die Gemeinschaft verdient gemacht haben, mit europäischen Melodien besungen, gelegentlich werden dazu auch Tänze aufgeführt. Zu Sonntagsgottesdiensten gehören europäische Kirchenchoräle (Niutao: pese fatu; Nanumanga: pehe lotu). Ein besonderes Loblied auf einen Verstorbenen, das mit Klagegeschrei einherging, hieß kupu. Die Götter wurden beim kupu um gnädige Aufnahme des Verstorbenen gebeten.
Die stilistische Einteilung beginnt mit dem alten Rezitativ, einem Sprechgesang, der in einem festen Metrum chorisch vorgetragen und gelegentlich durch Händeklatschen oder eine Schlitztrommel rhythmisch ergänzt wird. Die Tonhöhe ist manchmal gleichbleibend, meist verläuft sie regelmäßig in einer geraden oder wellenförmigen Bewegung abwärts. Häufig sind 6/8- oder 2/4-Takte, deren Tempo allmählich gesteigert wird.
Eine zweite, kleinere Gruppe von alten Melodien, die aus Dreiklangstufen bestehen, wird in einem zweistimmigen Chor vorgetragen. Die Melodiephrasen sind strophisch und entsprechen den Textzeilen. Diese Lieder werden den alten Tänzen zugeordnet.
Mit der Missionierung und Einflüssen aus Samoa verbreitete sich der pentatonische Wechselgesang, dessen Tonumfang über eine Quinte (meist eine große Sexte) beträgt und der sich durch melismatisch gedehnte Silben auszeichnet. Jede Verszeile beinhaltet durchschnittlich 16 Silben, die Verslänge kann 14 bis 20 Silben betragen. Jeder Zeile entspricht eine melodische Phrase, die aus vier Takten besteht. Die Texte müssen sich der strengen viertaktigen Form unterordnen. Die Art der Mehrstimmigkeit ergibt sich aus dem Wechselgesang zwischen solistischer Oberstimme und der Unterstimme des Chors. In der Regel beginnt der Vorsänger mit einer Melodiephrase, die von der oberen Sexte zum Grundton absteigt, daran schließt sich eine Tonfolge nahe über dem Grundton an. Der Chor antwortet bereits innerhalb dieser zweiten Hälfte der Phrase, indem er sich von der tieferen Quarte dem Grundton nähert. Im Unterschied zur Oberstimme verwendet der Chor keine Melismen. Das Ende tritt regelmäßig abrupt ein, wenn die Oberstimme nach einer Wiederholung der letzten Textzeile aufhört und der Chor mitten in dieser Zeile auf dem Grundton abbricht. Der Rhythmus folgt gleichermaßen beiden Stimmen, verzichtet lediglich auf die feinen Melismen der Oberstimme, häufig werden durch Synkopen Akzente gesetzt. In der Kirche gesungene Lieder müssen dezent vorgetragen werden. Werden dieselben Lieder bei Wettbewerben an anderen Orten gesungen, sind Chor und Zuschauer oft ausgelassen fröhlich.
Aus dem Rundfunk dringt Schlagermusik, wie sie einheitlich auf allen polynesischen Inseln bis zur Musik Neuguineas zu hören ist. Eine entsprechende Musikgruppe auf der Hauptinsel Funafuti wird von dem Sänger und Gitarristen Aselu Apelu geleitet.

### Tänze

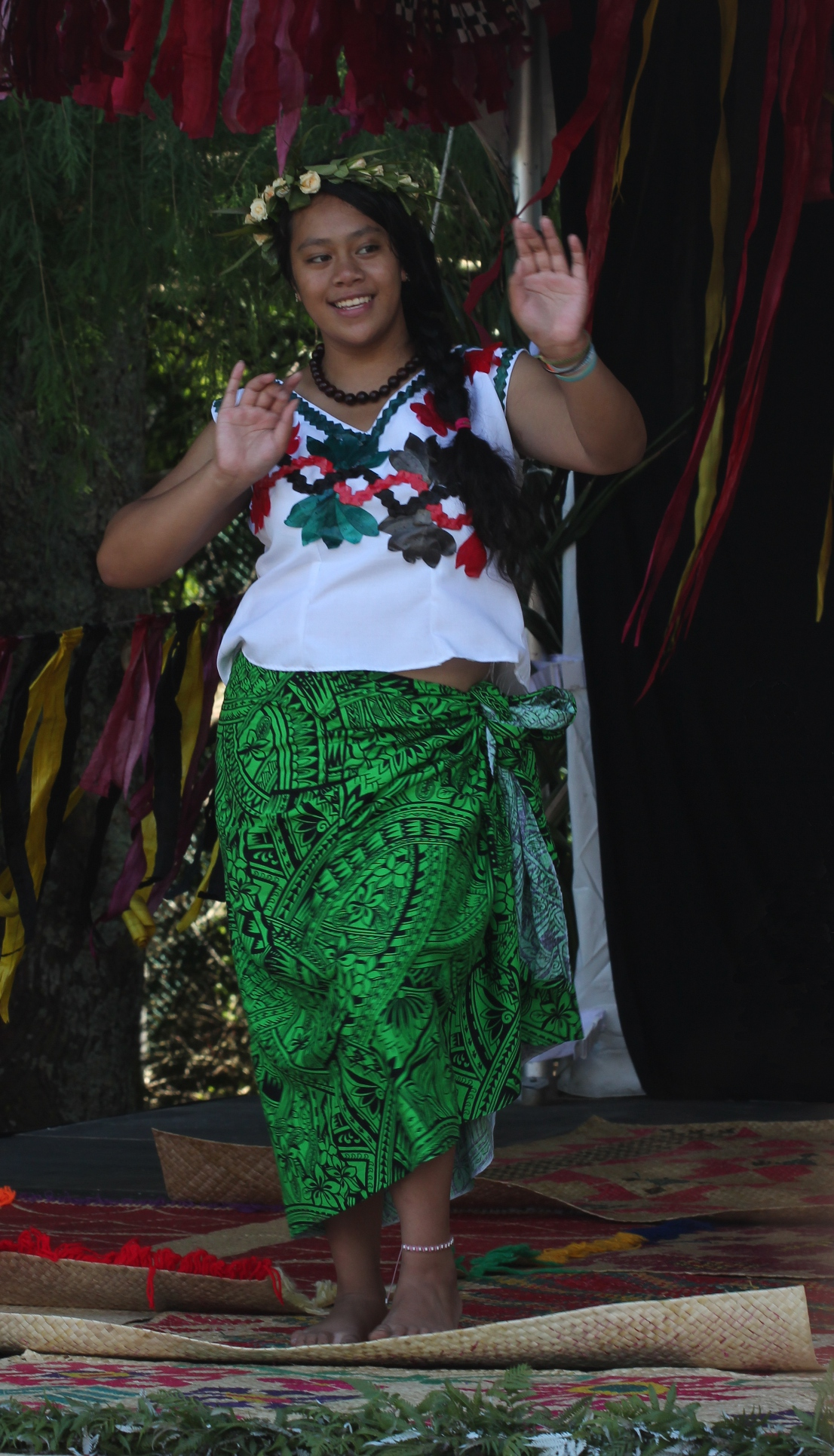
Stehtanz einer jungen Frau 2011 beim Pasifika Festival in Auckland, Neuseeland

Es gab keinen besonderen Tanzplatz, Tänze für jeden Anlass wurden vor den Wohnhäusern oder im Versammlungshaus aufgeführt. Auf Niutao und Nukufetau war der Sitztanz fakanau beliebt, an dem meist nur Männer teilnahmen. Diese saßen im Kreis um einen alten Mann in der Mitte, der als Taktgeber fungierte. Eine häufige Abwandlung des Sitztanzes wird allgemein auf den Knien oder im Stehen ausgeführt, wobei die Tänzer dieselben Bewegungen mit Oberkörper und Armen machen, ohne sich von der Stelle zu entfernen. Ein Frauentanz, bei dem gelegentlich auch Männer mitwirkten, hieß onga. Ebenso wie der fakatapatapa war der onga ein Tanz für freudige Anlässe. Der fakanu wurde hingegen zu jedem Fest aufgeführt, auch bei traurigen Anlässen: bei einer Beerdigung, für heimkehrende Fischer oder zur Geburt eines Sohnes.
Den langsameren mako fakaseasea (Niutao und Nukufetau) tanzten etwas mehr Frauen als Männer. Von den rund 40 bis 50 Anwesenden bewegten nur einige Arme und Oberkörper in einem Stehtanz, während die übrigen den Chor bildeten und den Takt schlugen. Ein synchrones Agieren ist bei diesem Tanz nicht erforderlich. Vermutlich ähnlich waren die Tänze mako fakatangitangi (Niutao und Nukufetau), mako fakalangilangi (Nanumanga) und mako saka  (Nukufetau). Auf der Insel Nanumanga wurde zum Abschluss eines anderen Tanzes das kurze Tanzlied putu tanga gesungen. Die Tradition der Stehtänze fakanau und fakaseasea wird heute nur noch von einigen Älteren aufrechterhalten.
Ein weiterer alter Tanzstil hieß fatele (faatele, Niutao und Nanumanga). Fünf oder sechs Frauen saßen oder knieten und bewegten Arme und Hände, mehrere Männer und Frauen im Umkreis bildeten den Chor. Eine Ende des 19. Jahrhunderts entstandene, moderne Form des fatele stellt heute den bekanntesten Tanz dar. Als Ursprung des fatele gilt Tuvalu, auch wenn er auch auf den Inseln Tokelau, Kiribati, Rotuma, Wallis und Futuna vorkommt. Seine Melodien sind europäisch beeinflusst, die Texte haben einen christlichen Inhalt. Unverheiratete Mädchen in Bambusröckchen stellen sich in zwei oder mehr Reihen auf. Davor sitzen die jungen Männer auf dem Boden, singen im Chor und klatschen oder schlagen mit den Händen den Rhythmus auf Matten. Es sind im Wesentlichen Stehtänze, bei denen Hände und Arme wellenförmig und über lange Zeit (mehrere Stunden) möglichst synchron bewegt werden. Der Rhythmus kann auch aufdringlicher durch Trommeln auf einer Holzkiste erzeugt werden.
Daneben hat sich der samoanische siva (auf Samoa allgemein „Tanz“, Nanumanga: hiva) durchgesetzt. Zu diesem, dem Südseeklischee entsprechenden Bewegungstanz für Mädchen und Jungen gehört ein mehrstimmig gesungenes siva-Lied, häufig mit einem samoanischen Text.

## Diskografie
- Tuvalu. A Polynesian Atoll Society. Produziert von Ad Linkels. (Anthology of Pacific Music – 5) Ethnic Series, PAN Records, 1994 (PAN 2055)